# Taipei

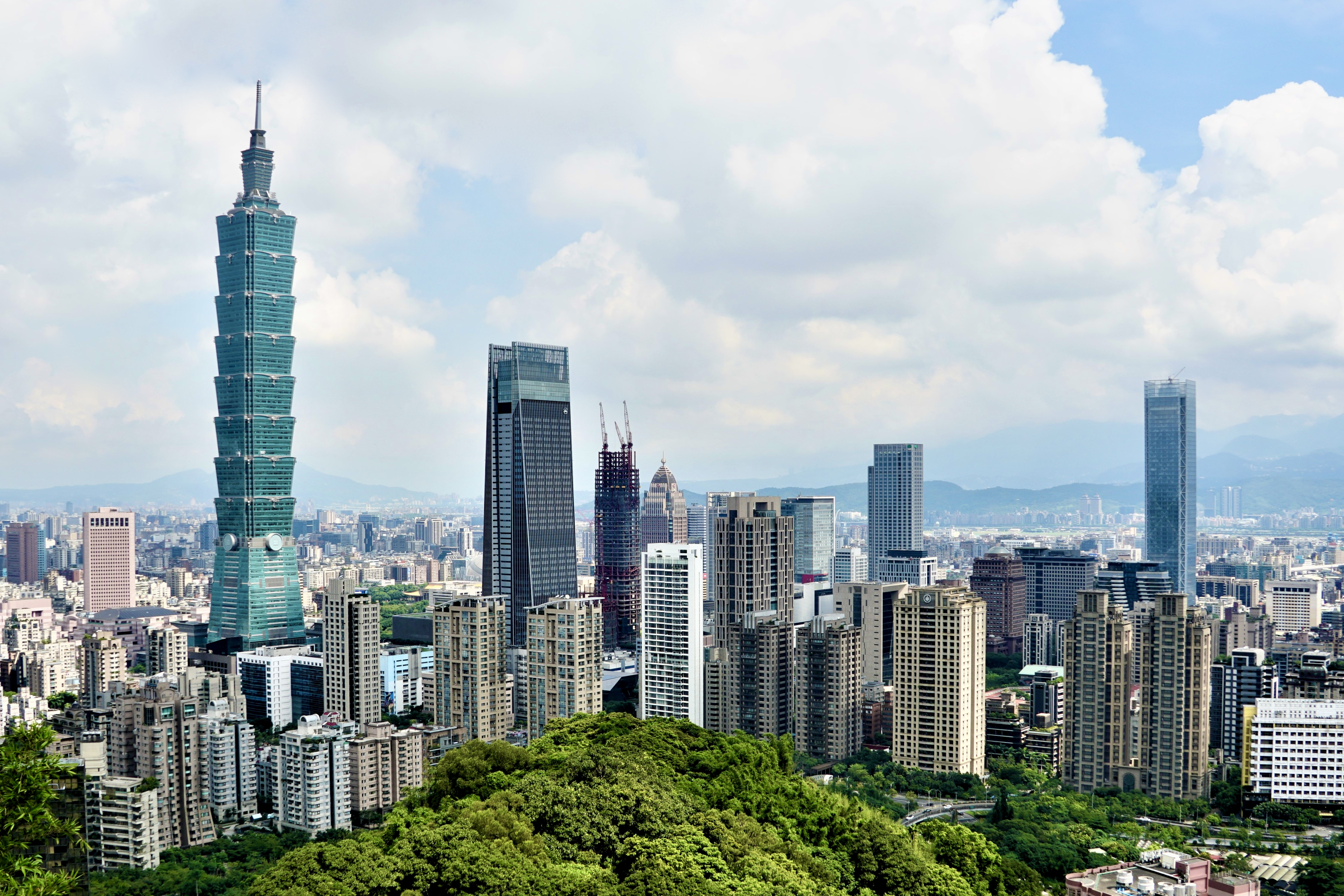
Taipeis stadssilhuett.

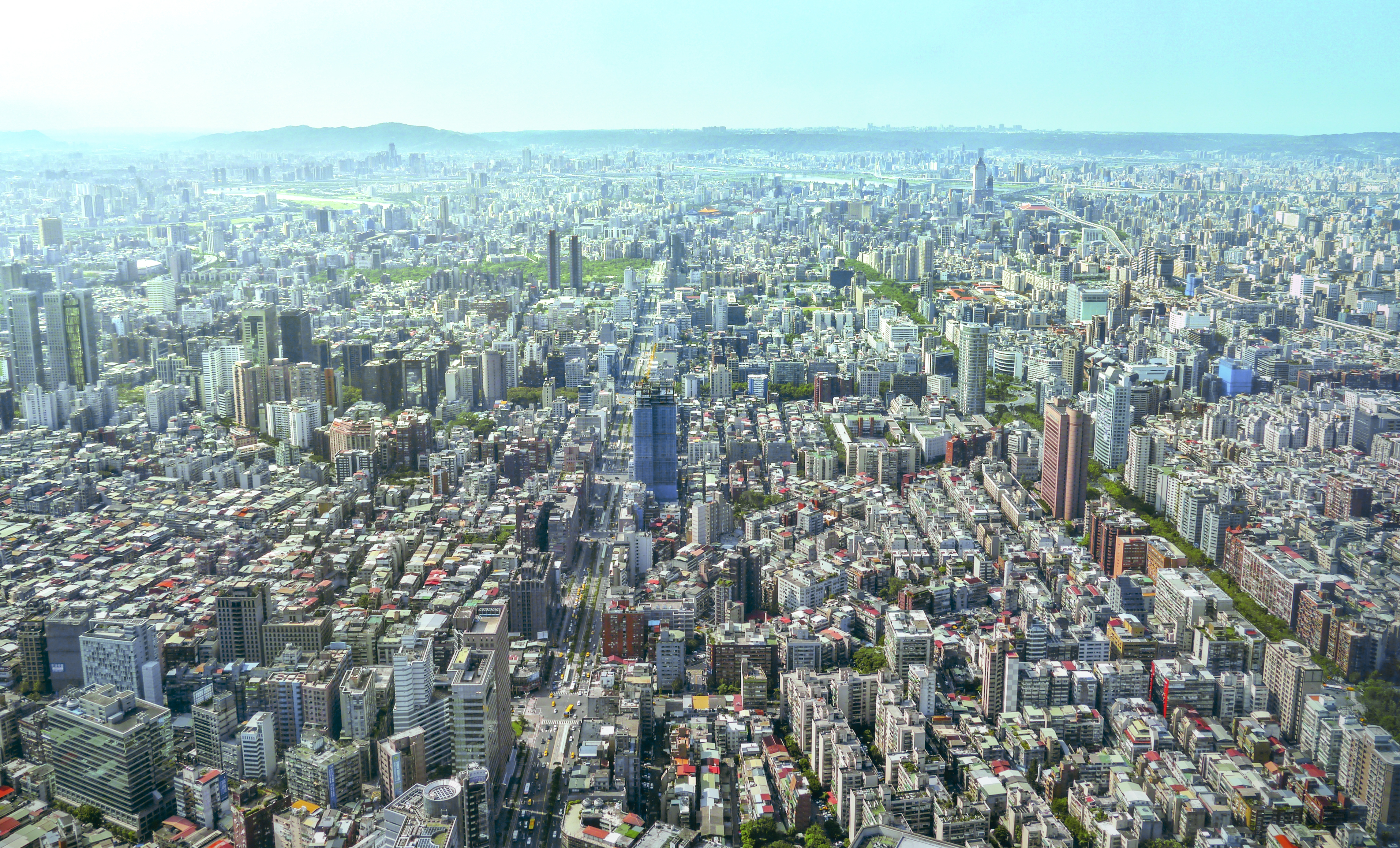
Delar av Taipei sedda från Taipei 101.

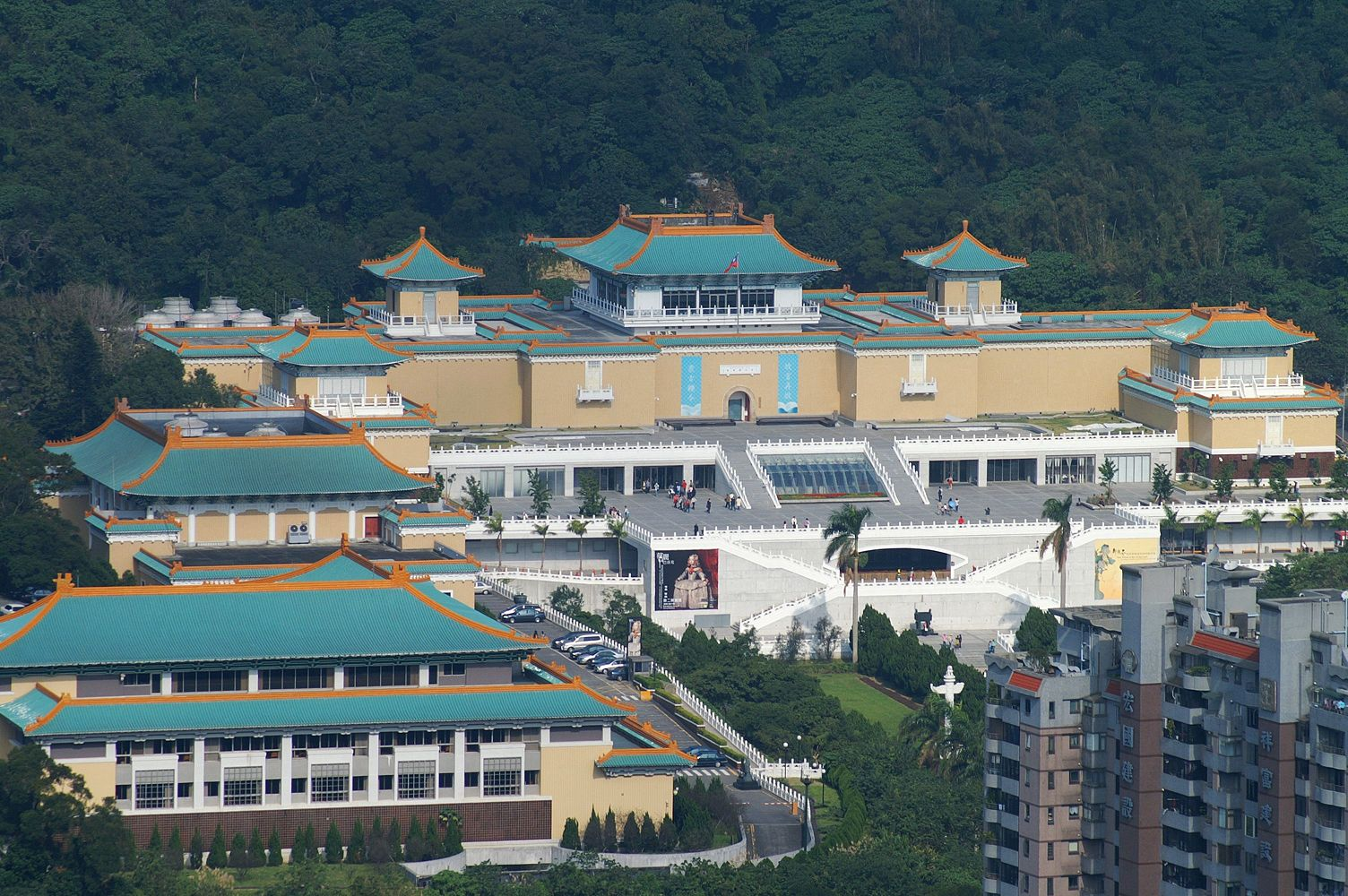
National Palace Museum, Taipei.

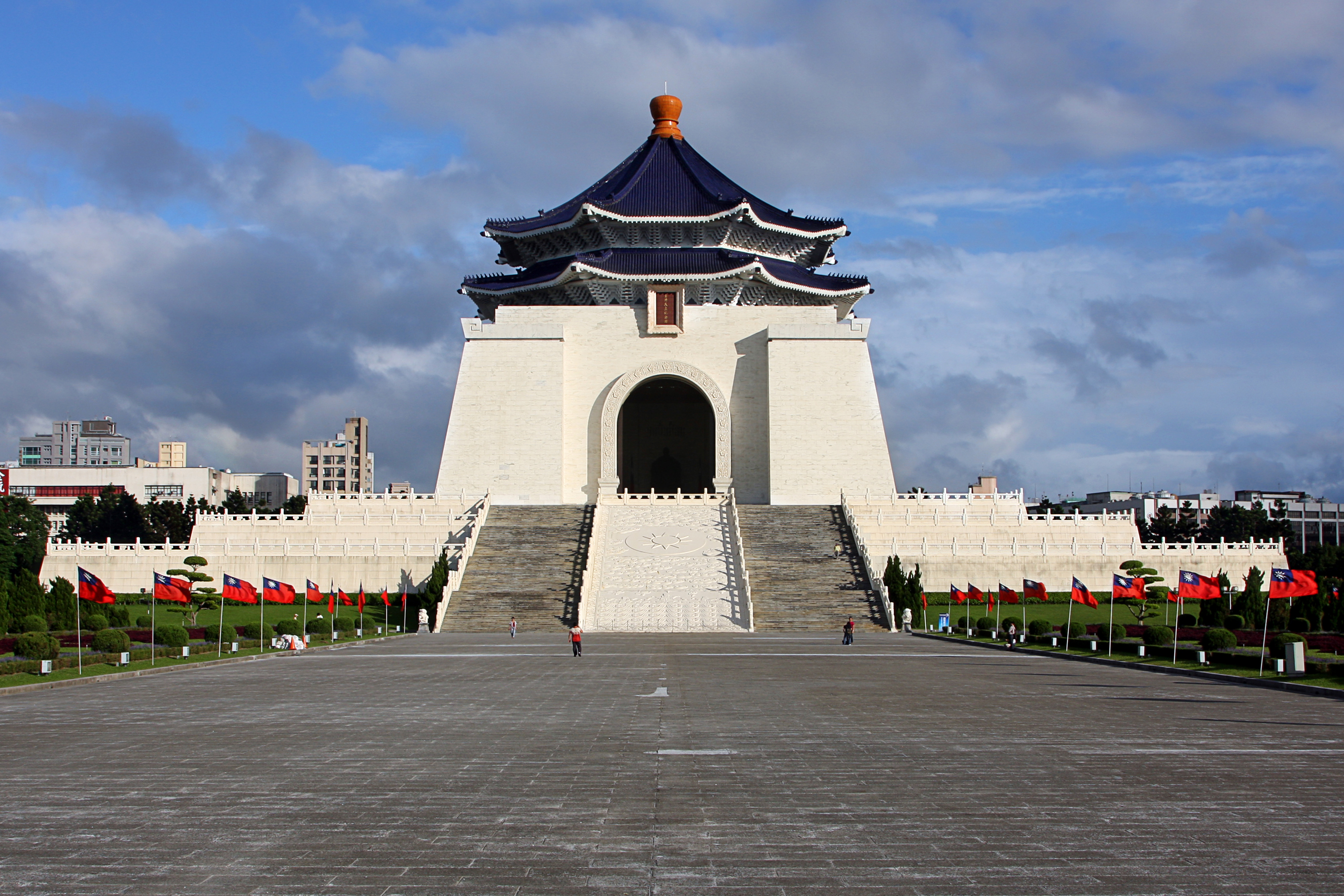
Guólì Zhōngzhèng Jìniàntáng.

Taipei (traditionell kinesiska: 臺北市; förenklad kinesiska 台北市; Hanyu pinyin: Táibĕi Shì) är  huvudstaden (de facto) i Republiken Kina (Taiwan). Staden utgör sedan år 1947 även säte för Republiken Kinas nationella regering i exil, dess parlament samt övriga centrala administrativa funktioner. 
Staden Taipei hade 2 607 428 invånare i slutet av 2009 på en yta av 272 km², medan hela det officiella storstadsområdet (Taipei-Keelungs storstadsområde) hade 6 776 264 invånare vid samma tidpunkt på en yta av 2 265 km². Området är i praktiken sammanväxt med storstadsområdet Taoyuan-Jhongli i väster, där ytterligare 2 miljoner invånare bor. En attraktion är skyskrapan Taipei 101.

## Historia
Området där Taipei är beläget idag beboddes från början av Ketagalanstammen. Hankineser från Fujian anlände sedan dit under 1709. 1894 blev staden huvudstad i Taiwan. 1895 erövrade japanerna ön och staden fick namnet Taihoku.
Taiwan blev sedan huvudstad i det japanska styret och utvecklades till ett administrativt centrum på ön. Japanerna tillhörde dock de förlorande i andra världskriget, och ön hamnade åter igen under kinesiskt styre. Efter Koumintangs nederlag i det kinesiska inbördeskriget flydde de till Taiwan. Där upprättade man en stat under namnet Republiken Kina och Taipei blev huvudstad i republiken.
Efter det expanderade staden något. Stadens befolkning steg över en miljon människor i början av 1960-talet. I mitten av 1970-talet låg befolkningen på över två miljoner. Tillväxten minskade dock därefter.

## Geografi
Taipei ligger i Taipeibäckenet (台北盆地) i norra Taiwan och gränsar i syd till floden Sindian (新店溪) och i väst till floden Danshuei (淡水河). De nordliga distrikten Shilin och Beitou fortsätter norr om floden Chilung (基隆河) och gränsar till nationalparken Yangmingshan (陽明山國家公園). Den högsta punkten i området är Cising som är 1 092 meter högt. Berget är beläget vid vulkangruppen Datun. Berget finns i västra Yangmingshan.
På grund av sin belägenhet i en dal upplever staden ofta höga temperaturer och hög luftfuktighet under sommaren, ett problem som ökar på grund av den höga befolkningstätheten och användandet av luftkonditionering. Klimatet är subtropiskt. Ibland drabbas staden av tyfoner. Tyfonsäsongen varar mellan juni och oktober.
Taipei är indelat i 12 distrikt. Avgaser från motorfordon påverkar luftkvaliten något. 

## Styre och politik
Stadskommunen Taipei har en specialstatus och ligger direkt under Taiwans centralregering.
Borgmästaren i Taipei var ända från 1967 (då staden blev en centralstyrd stadskommun) och fram till det första allmänna kommunalvalet 1994 en utnämnd position. Därefter har borgmästaren valts för fyra år långa mandatperioder. Den första valda borgmästaren var Chen Shui-bian från det Demokratiska framstegspartiet. 1998–2008 upprätthöll Ma Ying-jeou posten, varefter Hau Lung-pin var borgmästare fram till 2014. Nuvarande borgmästare är Ko Wen-je, som tillträdde 25 december 2014.
Både Chen Shui-bian och Ma Ying-jeou har senare verkat som Taiwans president.

### Officiell status
Republiken Kina gör officiellt anspråk på att representera även Fastlandskina, det vill säga den kommunistiska diktaturen Folkrepubliken Kina. Republiken Kina hävdar vidare att dess egentliga huvudstad är Nanjing, en stad som ligger väster om Shanghai på fastlandet. Staden Taipei är officiellt sett således endast en temporär uppehållsort för Republiken Kinas nationella regering. 
Den kommunistiska Folkrepubliken Kina, vars nationella huvudstad ligger i Peking, hävdar att den demokratiska Republiken Kina på Taiwan är en utbrytarstat, vilken borde återföras till moderlandet, om nödvändigt med hjälp militärt våld. 
Det Demokratiska framstegspartiet vann demokratiska val år 2000 och dess dåvarande ledare, presidenten Chen Shui-bian föreslog att Republiken Kina på Taiwan officiellt skulle avsäga sig kravet på att även representera Fastlandskina. Ön Taiwan skulle då istället officiellt bli en självständig stat utan politisk koppling till Fastlandskina, eventuellt under namnet Republiken Taiwan. För Taipei skulle detta innebära att staden officiellt sett inte bara vore huvudstaden i en provins och säte för en exilregering, utan huvudstad i en självständig republik. Förespråkare för en sådan självständig taiwanesisk republik har föreslagit att staden då borde byta namn från Taipei till Taijing (traditionell kinesiska: 臺京; förenklad kinesiska: 台京; Hanyu pinyin: Táijing; sv: 'Taiwans huvudstad'). 

## Ekonomi och transporter
De flesta reguljära internationella flygningarna sker på Taiwan Taoyuan International Airport i närbelägna Taoyuan. Flygplatsen Songshan i hjärtat av staden sköter främst inrikesflygningar, samt några charterresor.
Taipeis kollektivtrafiksystem MRT, nu känd som Taipeis tunnelbana, sköter också snabbspårväg baserad på VAL (automatisk snabbspårväg) med den riktiga tunnelbanan. Båda går närvarande genom en expansion. Olikt de flesta tunnelbanorna i Taiwan, som följer den japanska stilen och körs på vänster sida, kör Taipeis på vänster.
Centralstationen i Taipei är den största taiwanesiska järnvägsstationen. Den fungerar också som nav för tunnelbanan.
Ett välutbyggt bussystem kör genom hela staden och täcker områden som inte tunnelbanan når. Ibland kräver bussarna förbetalning, innan man stiger på, ibland när man stiger av. Många linjer, beroende på dess längd, kräver betalning både vid påstigning och avstigning. Tunnelbaneresenärer kan även använda deras MRT-kort på bussarna, vilket gör bussystemet till en effektiv förlängning av tunnelbanan. Kortet, känd som EasyCard, innehåller krediter som räknas av varje gång en resa görs. EasyCard, Taipeis motsvarighet till Hongkongs Octopuskort, är extremt lätthanterligt eftersom det läses av via närhetssensorpaneler på bussarna och tunnelbanestationerna, vilket underlättar då det inte behövs letas fram ur en plånbok eller fodral.
En grundläggande transportmedel i Taipei (och i större delar av Taiwan) är skotrarna, något analoga med de motorcyklar som finns i industrialiserade nationer. Skotrarna går vid sidan av många av trafiklagarna, och tillåts köra mellan bilar och ibland genom mötande trafik. Ett kryphål i Taipeis trafiklagar försäkrar att om någon trafikolycka inträffar mellan en skoter och ett annat fordon, är det det andra fordonets fel.[källa behövs] Av dessa anledningar är skotrar kanske den mest lätthanterliga vägen för invånarna att navigera i staden.

## Kultur och samhällsliv

### Evenemang
Det finns många årliga taiwanesiska festivaler som hålls i Taipei, bland annat Yuánxiāojié och Shuāng Shí Jié. En vanlig plats för festivaler och händelser är på torget framför Guólì Zhōngzhèng Jìniàntáng. Nyligen har festivaler som tidigare hållits i Taipei (bland annat Dubbel tiondedagens fyrverkerier) flyttats till andra städer i Taiwan.

### Vänorter
Taipei har följande vänorter:

1. Houston, USA, sedan 1961
2. Lomé, Togo, sedan 1966
3. Manila, Filippinerna, sedan 1966
4. Cotonou, Benin, sedan 1967
5. Seoul, Sydkorea, sedan 1968
6. Quezon City, Filippinerna, sedan 1968
7. San Francisco, USA, sedan 1970
8. Santo Domingo, Dominikanska republiken, sedan 1970
9. Guam, USA, sedan 1973
10. Tegucigalpa, Honduras, sedan 1974
11. Cleveland, USA, sedan 1975
12. Jeddah, Saudiarabien, sedan 1978
13. Indianapolis, USA, sedan 1978
14. Marshall, Texas, USA, sedan 1978
15. Phoenix, USA, sedan 1979
16. Los Angeles, USA, sedan 1979
17. Atlanta, USA, sedan 1979
18. Oklahoma City, USA, sedan 1981
19. Johannesburg, Sydafrika, sedan 1982
20. Gold Coast, Australien, sedan 1982
21. Pretoria, Sydafrika, sedan 1983
22. San José, Costa Rica, sedan 1984
23. Lilongwe, Malawi, sedan 1984
24. Versailles, Frankrike, sedan 1986
25. Asunción, Paraguay, sedan 1987
26. Panama City, Panama, sedan 1989
27. Managua, Nicaragua, sedan 1992
28. San Salvador, El Salvador, sedan 1993
29. Warszawa, Polen, sedan 1995
30. Ulan-Ude, Ryssland, sedan 1996
31. Boston, USA, sedan 1996
32. Dallas, USA, sedan 1996
33. Dakar, Senegal, sedan 1997
34. Banjul, Gambia, sedan 1997
35. Bissau, Guinea-Bissau, sedan 1997
36. Mbabane, Swaziland, sedan 1997
37. Ulan Bator, Mongoliet, sedan 1997
38. San Nicolás de los Garza, Mexiko, sedan 1997
39. La Paz, Bolivia, sedan 1997
40. Guatemala City, Guatemala, sedan 1998
41. Monrovia, Liberia, sedan 1998
42. Vilnius, Litauen, sedan 1998
43. Majuro, Marshallöarna, sedan 1998
44. Riga, Lettland, sedan 2001
45. Ouagadougou, Burkina Faso, sedan 2008
46. Daegu, Sydkorea, sedan 2010
47. Quito, Ecuador, sedan 2016
48. Castries, Saint Lucia, sedan 2018
49. Belmopan, Belize, sedan 2019[5]
50. Prag, Tjeckien, sedan 2020[6]
51. Lima, Peru, sedan 2020
52. Kingstown, Saint Vincent och Grenadinerna, sedan 2024